# Pocieluńce
Pocieluńce (biał. Пацялюнцы, Pacialuncy; ros. Потелюнцы, Potieluncy) – wieś na Białorusi, w obwodzie grodzieńskim, w rejonie werenowskim, w sielsowiecie Raduń.
W dwudziestoleciu międzywojennym leżały w Polsce, w województwie nowogródzkim, w powiecie lidzkim, w gminie Raduń. Po II wojnie światowej w granicach Związku Radzieckiego. Od 1991 w niepodległej Białorusi.